# Батшефф, Пьер
Пьер Батше́фф (при рождении Вениамин Михайлович Батшев (фр. Pierre (Benjamin) Batcheff/Batchef); 23 июня 1901, Харбин — 12 апреля 1932, Париж) — французский актёр. Активно снимался в кино в 1920-х и в начале 1930-х годов, среди его самых известных работ — главная роль в фильме Андалузский пёс (1929), поставленном Луисом Буньюэлем и Сальвадором Дали.

## Жизнь
Родился в Харбине, вырос в Санкт-Петербурге (его сестра Соня (София) родилась 27 июля 1905 года в Петербурге). Его мать Мария Рентер происходила из Эстонии; отец Михаил Батшев (фр. Michel Batchef), согласно воспоминаниям вдовы актёра Денис Туал, был еврейского происхождения из Двинска (где дед, Вениамин Аврамович Батшев, был купцом первой гильдии). Михаил Авсеевич (Осипович) Батшев, действительный статский советник (1915), член Петербургского парусного клуба, в 1914 году вывез семью в Лозанну, потом в Женеву, где они остались после начала Первой мировой войны. В 1915 году отец был назначен агентом Министерства торговли и промышленности во Франции (чиновник по особым поручениям в Марселе), опубликовал серию брошюр по экономическим вопросам на русском и французском языках. До отъезда семья жила на Набережной Мойки, дом № 79. Впоследствии отец оставил семью, и в 1921 году его жена с сыном и дочерьми перебралась в Париж, где Батшефф поначалу работал театральным актёром (имя «Пьер» стало его сценическим псевдонимом), но вскоре влился в киноиндустрию.
Первое появление на экране относится к 1923 году, а уже к середине 1920-х годов Батшефф стал весьма известным артистом.
Оба исполнителя главных ролей в фильме Андалузский пёс покончили жизнь самоубийством: Батшефф, как сообщалось, 12 апреля 1932 года умер от передозировки веронала, а его партнёрша по фильму, Симона Морей, совершила акт самосожжения в 1954 году.
С 1930 года и до своей кончины, был женат на Денис Батшефф, монтажёре кино.

## Избранная фильмография
- Feu Mathias Pascal (1925)
- Воспитание принца (1927)
- Наполеон (1927)
- Андалузский пёс (1929)
- Бунтарь (1931)